# 암피트리테

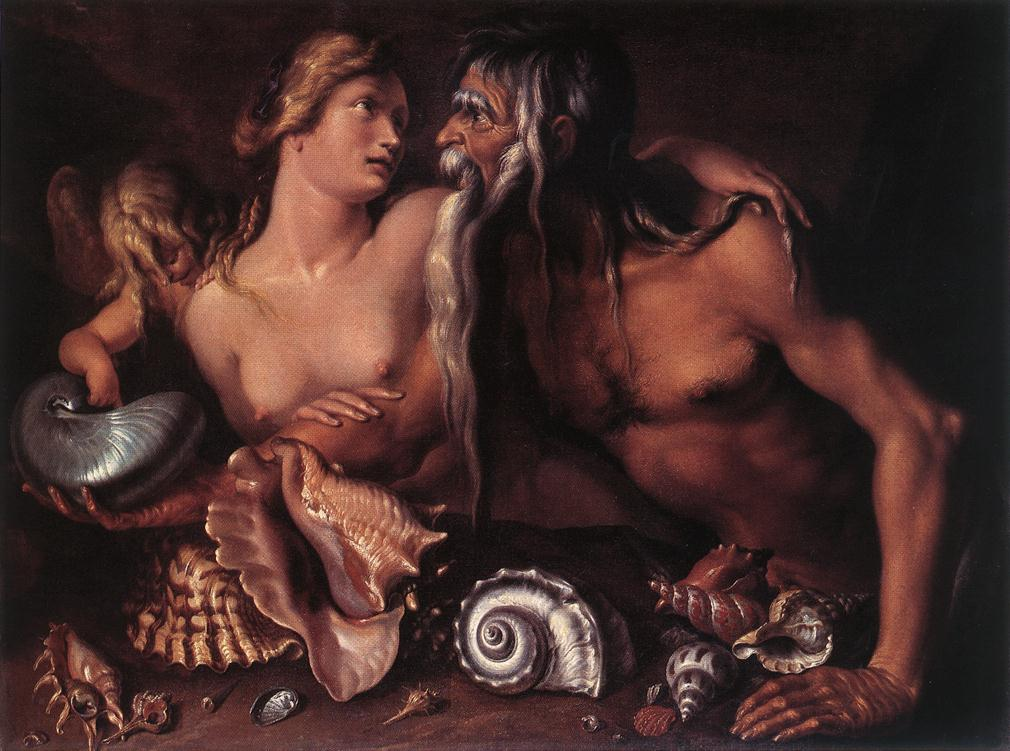
넵투누스(포세이돈)과 암피트리테 16세기. 네덜란드

암피트리테(그리스어: Ἀμφιτρίτη)는 그리스 신화에서 ‘바다의 정령’으로 바다의 주관자인 포세이돈의 아내이다. 로마 신화에서는 좀 더 역할이 줄어든 살라시아와 동격이다.

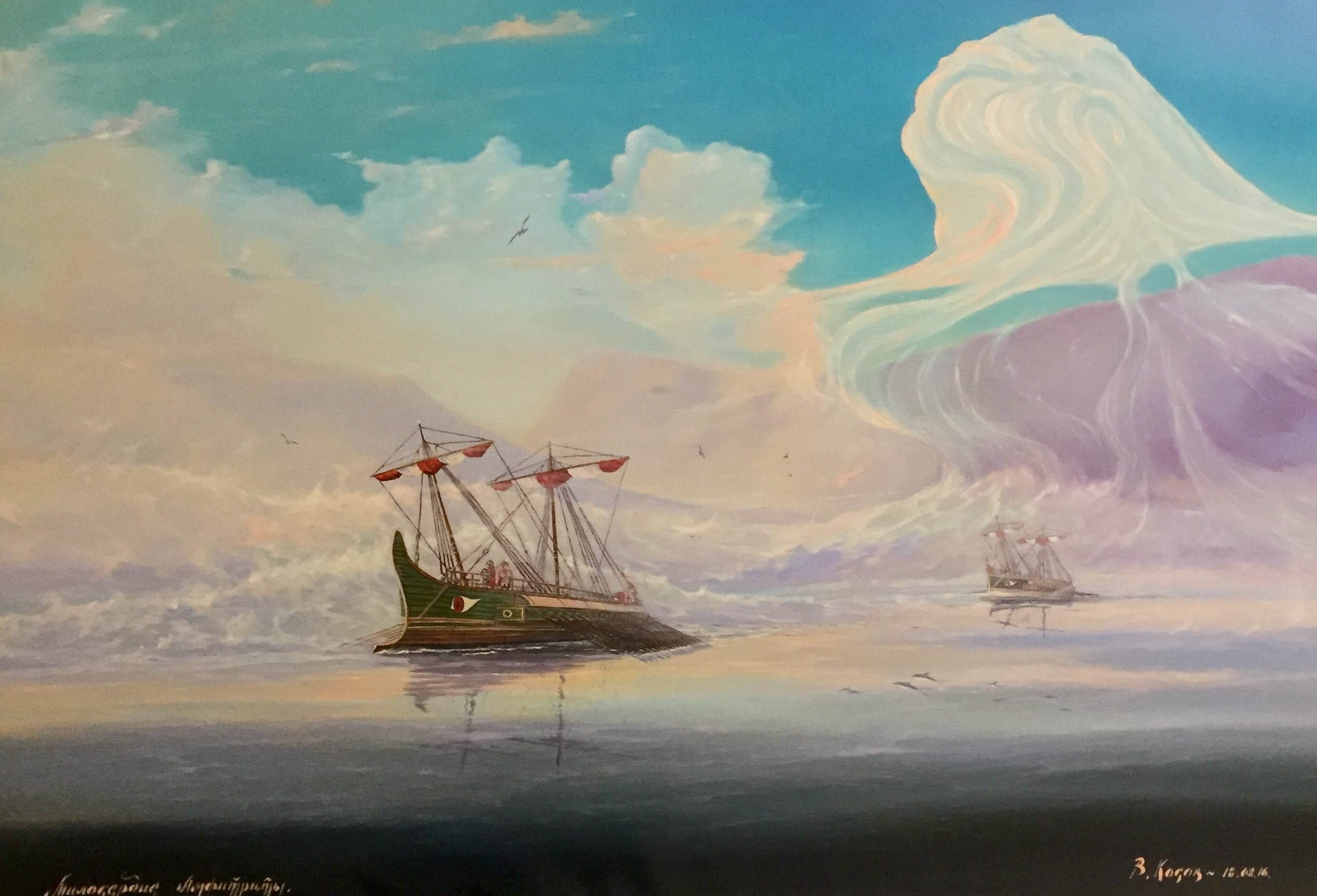
블라디미르 코소프(Vladimir Kosov)의 그림에 나오는 암피트리테의 자비

헤시오도스의 《신통기》에서 암피트리테는 네레우스와 도리스의 딸들인 네레이스 중 하나라고 하였는데 아폴로도로스는 암피트리테가 오케아노스와 테튀스의 딸들인 오케아니스 중 하나라고 전한다. 어떤 전승이던 암피트리테가 여신이라기보다는 보다 격이 낮은 바다의 요정, 정령이라는데는 변함이 없으며 그에 따라 별로 여신으로서 그리스 신화에서 역할을 보이지 않는다.
일설에 따르면 암피트리테는 포세이돈과의 결혼을 원하지 않아 포세이돈을 피해 아틀라스에게 도망쳤는데 포세이돈은 한 돌고래에게 해결 방법을 물었다. 그래서 돌고래가 꾀를 내어 암피트리테를 찾았지만 암피트리테가 포세이돈에게 자신을 흉 본 것을알려주었고 그 때문에 포세이돈이 벌으로 돌고래를 하늘의 별자리로 만들어 주었다고 한다.
암피트리테는 포세이돈과의 사이에서 트리톤과 로데 등을 낳았다. 《오디세이아》 제4권 404행에 따르면, 암피트리테는 물개들의 어머니이다.